# GoRail
GoRail AS – prywatny estoński przewoźnik kolejowy
Spółka GoRail powstała w 2006 roku z przekształceń własnościowych estońskiego przewoźnika kolejowego EVR Ekspress, który został sprywatyzowany w 1999 roku. Jej akcjonariuszami są holding Go Group (51%) i firma Eesti Raudtee (49%).
GoRail zajmuje się sprzedażą biletów oraz przewozami pasażerskimi na liniach kolejowych EVR Infra. Przewozy organizuje we współpracy z Kolejami Rosyjskimi (RŻD).
Do 2008 roku w ofercie GoRail były głównie połączenia kolejowe z Tallinna do Moskwy i Petersburga. W 2010 roku kursował jedynie międzynarodowy pociąg ekspresowy Tallinna Express z Tallinna do Moskwy. Od lutego 2020 GoRail uruchomił kursy pociągów do Moskwy i Petersburga 3 razy w tygodniu, jednak pod koniec marca 2020 zawiesił je całkowicie ze względu na pandemię COVID-19.
Tabor trakcyjny GoRail stanowią lokomotywy spalinowe TEP70.